# نواف هزازي
نواف هزازي لاعب كرة قدم سعودي ، يلعب كلاعب وسط في نادي الساحل.

## مسيرة اللاعب
بدأ مع نادي الاتفاق ولعب بعدها مع نادي البكيرية ونادي الساحل.

## روابط خارجية
نواف هزازي على موقع قاعدة بيانات كرة القدم.إي يو (الإنجليزية)
- نواف هزازي على موقع Soccerway.com (الإنجليزية)